# Hetaerina auripennis
Hetaerina auripennis là loài chuồn chuồn trong họ Calopterygidae. Loài này được Burmeister mô tả khoa học đầu tiên năm 1839.